# Carry Harry
Carry Harry è un cortometraggio statunitense del 1942, diretto da Harry Edwards, con Harry Langdon.

## Trama
Dopo aver consultato un indovino che gli predice un roseo avvenire prossimo, Harry è coinvolto dal suo amico Arthur in una serie di avventure, al termine delle quali egli si ritrova all’interno dell’appartamento di Elsie e della sua compagna, credendo sia quello di Arthur.
Ne nasce una serie di peripezie che trova il suo culmine quando Edith, la moglie di Harry, raggiunge il marito.
Alla fine Harry si reca davanti alla vetrina dell’indovino, e, non esattamente secondo la propria volontà, la frantuma.